# Eutacta compacta
Eutacta compacta là một loài thực vật hạt trần trong họ Araucariaceae. Loài này được Carrière mô tả khoa học đầu tiên năm 1867.